# Polygala
Polygala es un género de 500 especies de fanerógamas de la familia Polygalaceae. Hay herbáceas perennes, arbustos y arbolitos, y con una distribución subcosmopolita.
Las especies de Polygala son comidas por larvas de algunas especies de Lepidoptera incluyendo Pyrgus alveus.

## Taxonomía
El género fue descrito por Carlos Linneo y publicado en Species Plantarum 1: 492. 1753.
Etimología
Polygala: nombre genérico que deriva del griego y significa
"mucha leche", ya que se pensaba que la planta servía para aumentar la producción de leche en el ganado.
Especies selectas
- Polygala alba
- Polygala alpestris
- Polygala amara L. - lechera amarga[3]
- Polygala amarella
- Polygala apopetala
- Polygala arillata
- Polygala baetica
- Polygala calcarea
- Polygala chamaebuxus
- Polygala comosa
- Polygala cowellii - tortuguero
- Polygala gnidioides Willd. - chinchín de Chile[3]
- Polygala linoides - chín-chín
- Polygala lutea
- Polygala major
- Polygala myrtifolia
- Polygala nicaeensis
- Polygala paucifolia
- Polygala rupestris
- Polygala senega - raíz Senega
- Polygala serpyllifolia
- Polygala stricta, denominada en Chile aguarica[4] o quelenquelén[4]
- Polygala tenuifolia - Yuan Zhi
- Polygala vayredae
- Polygala virgata
- Polygala vulgaris

## Fitoquímica
Se han aislado saponinas con triterpenos tipo oleanano cuya base es la presenegenina. (Ácido 2,3,27-trihidroxi-12-oleaneno-23,28-dioico). Algunos ejemplos de estas saponinas son la tenuifolina (Aislada de  Polygala tenuifolia y Polygala senega), poligalasaponinas (de Polygala japonica y Polygala fallax principalmente), onjisaponinas, arillósidos, mirtiofolósidos, reiniósidos, senegasaponinas y arillatanósidos. 

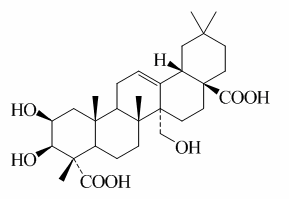
Presenegenina, esqueleto base para muchas saponinas de plantas del género Polygala(P. ejem. arillósidos, onjisaponinas, poligalasaponinas y mirtiofolósidos.)